# Baie des Huîtres
Pour les articles homonymes, voir Oyster Bay.
La baie des Huîtres, ou baie Fleurieu dans les textes du XIXe siècle, (Great Oyster Bay en anglais) est une baie jouxtant la péninsule Freycinet, en Tasmanie.